# Боруя-Косьцельна
Боруя-Косьцельна (пол. Boruja Kościelna, нім. Kirchplatz Borui) — село в Польщі, у гміні Новий Томишль Новотомиського повіту Великопольського воєводства.
Населення — 1017 осіб (2011).
У 1975-1998 роках село належало до Познанського воєводства.

## Демографія
Демографічна структура станом на 31 березня 2011 року:
|          | Загалом | Допрацездатний вік | Працездатний вік | Постпрацездатний вік |
| -------- | ------- | ------------------ | ---------------- | -------------------- |
| Чоловіки | 488     | 111                | 338              | 39                   |
| Жінки    | 529     | 128                | 308              | 93                   |
| Разом    | 1017    | 239                | 646              | 132                  |